# Étienne Allegrain
Étienne Allegrain (Parigi, 1644 – 2 aprile 1736) è stato un pittore francese.

## Biografia

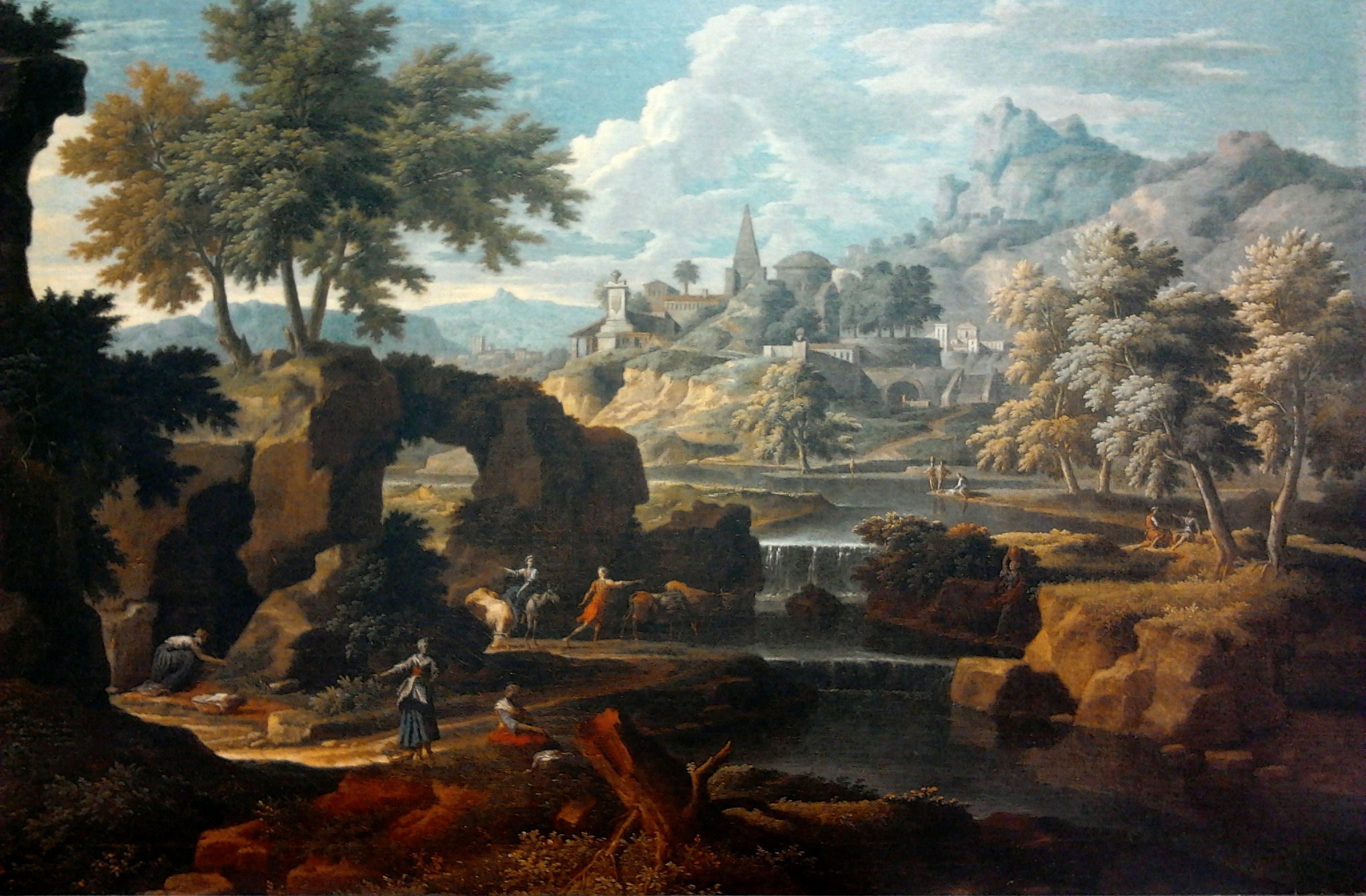
Paesaggio classico, olio su tela, fine XVII secolo, Palazzo di Wilanòw

Paesaggista, si ispirò alla maniera di Poussin.
Nel 1677 divenne socio dell'Accademia di scultura francese e alcune sue opere furono terminate e vendute dall'incisore Gérard Audran.
Alla sua morte, nel 1736, fu inumato nella chiesa di Saint-Nicolas-des-Champs di Parigi, in presenza del figlio e dei due nipoti. 
Era padre dello scultore Gabriel Allegrain.

## Elenco di opere (parziale)
- Paesaggio, olio su tela, 54.7 x 66 cm, Digione, musée des beaux-arts de Dijon[2]
- Vue cavalière du château et du parc de Saint-Cloud, 1675 circa, Château de Versailles.
- Paesaggio antico, olio su tela, Musée de Vire-Normandie
- Paesaggio classico con figure, olio su tela, fine del XVII secolo, Palazzo di Wilanów